# Käthe Gold
Käthe Gold, född 11 februari 1907 i Wien, Österrike-Ungern, död 11 oktober 1997 i samma stad, var en österrikisk skådespelare, främst känd inom österrikisk teater. Hon medverkade även i mindre skala i film och TV-produktioner.

## Filmografi
- 1935 – Det gudomliga äventyret
- 1952 – Palace Hotel
- 1957 – Rose och kärleken
- 1974 – Karl May